# République arabe du Yémen
Pour les articles homonymes, voir Yémen du Nord.
Ne doit pas être confondu avec République démocratique populaire du Yémen ou République démocratique du Yémen.
27 septembre 1962 – 22 mai 1990
(27 ans, 7 mois et 25 jours)
Entités précédentes :
- Royaume mutawakkilite du Yémen

Entités suivantes :
- République du Yémen

La république arabe du Yémen (الجمهوريّة العربية اليمنية al-Jamhūrīyah al-`Arabīyah al-Yamanīyah), également désignée sous les noms de Yémen du Nord ou Nord-Yémen, est un État fondé en 1962 et disparu en 1990 qui comprenait le Nord de l'actuel Yémen. Sa capitale était Sanaa. Il était dirigé par Ali Abdallah Saleh, l'ancien président du Yémen. Il est né d'un coup d'État contre la monarchie en place en 1962 qui a mené à une guerre civile qui dura huit ans.

## Histoire
Dès la fin de l’Empire ottoman, le nord du Yémen est indépendant, c’est le royaume mutawakkilite du Yémen, de tradition musulmane.
Au contraire de l’ancien royaume Mutawakkilite du Yémen au nord, le sud du Yémen est encore divisé en trois entités non indépendantes : le protectorat d'Arabie du Sud (PAS), la fédération d'Arabie du Sud (FAS) et la colonie d'Aden occupée par les Britanniques. Quand ces entités du sud deviennent indépendantes, elles fondent ensemble la république démocratique populaire du Yémen multiconfessionnelle (musulmane, chrétienne et juive, surtout à Aden), séparément du nord du Yémen (Royaume mutawakkilite puis République arabe).
Le 27 septembre 1962, les nasséristes renversent le régime de l’imam-roi Muhammad al-Badr, prennent le contrôle de Sanaa, et déclarent la république arabe du Yémen. Ce coup d’État marque le début de la guerre civile qui oppose les nationalistes arabes soutenus par la République arabe unie (actuelles Égypte et Syrie) et les royalistes d’al-Badr soutenus par l'Arabie saoudite et la Jordanie. Le conflit s'atténue progressivement après le retrait des forces égyptiennes en 1967. Après avoir retiré son soutien aux royalistes, l'Arabie saoudite reconnaît officiellement la république arabe du Yémen en 1970.
Après le départ des forces britanniques d'Aden en 1967, le Yémen du Nord entretient de bonnes relations avec la nouvelle république démocratique populaire du Yémen ou Yémen du Sud (contrairement à la RFA et la RDA ou à la Corée du Nord et la Corée du Sud), si bien qu’en 1972, l'unification des deux pays est envisagée.
Cependant, le processus est retardé par l'instabilité politique qui se traduit par de multiples coups d'État, tant à Aden qu'à Sanaa. Dans le contexte de la guerre froide, une guerre ouverte éclate même en 1979 entre les deux pays (le Yémen du Nord étant considéré comme pro-occidental, tandis que le Yémen du Sud semble s'aligner sur le bloc soviétique). Toutefois, lors d’une rencontre au Koweït en mars 1979, les deux chefs d’État réaffirment leur volonté d’unification.
Cette volonté de réunification est combattue par l’Arabie saoudite, dont les intérêts sont nombreux au Yémen du Nord. Riyad a en effet octroyé plusieurs prêts et entretient une très grande influence dans les affaires intérieures du pays. L’Arabie saoudite intervient dans la nomination des Premiers ministres, et nombreux sont ceux qui tombent pour avoir exercé une politique jugée trop divergente de la ligne définie à Riyad. L'interventionnisme saoudien est dénoncé par l’Organisation de résistance des révolutionnaires yéménites (ORRY), un mouvement armé soutenu par le Sud qui se bat contre « l’oppression féodale, réactionnaire et impérialiste. »

## Unification
En mai 1988, les négociations reprennent pour la réunification du pays. La république du Yémen est déclarée le 22 mai 1990. Ali Abdallah Saleh, président de la république arabe du Yémen, devient président de la république du Yémen.
Du 21 mai au 7 juillet 1994, le Yémen du Sud a vainement tenté de faire sécession sous le nom de république démocratique du Yémen, avant de retomber sous le contrôle du gouvernement de Sanaa.

## Politique

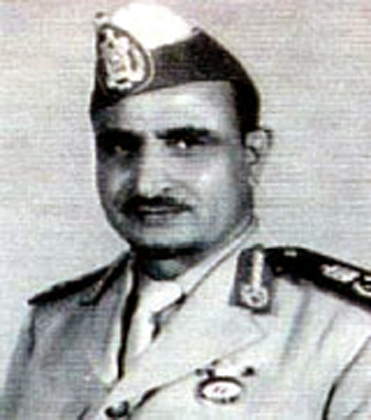
Abdullah al-Sallal (1917-1994), leader de la révolution de 1962 et premier président de la république arabe du Yémen.

La république arabe du Yémen a disparu en 1990, cette année marque également l'unification des deux Yémen le 22 mai. Sur ses six présidents, en 28 ans d'existence, deux ont été renversés, (Abdullah al-Sallal et Abdul Rahman el-Iriani), et deux autres ont été assassinés, (Ibrahim al-Hamdi et Ahmed al-Ghachmi). Le pays était nationaliste arabe, mais aussi un État islamique régi par la charia,.
La dégradation des conditions de vie de la population à la fin des années 1970 profite aux islamistes. En effet, dans le contexte de la guerre froide, les partis islamistes sont soutenus par les États-Unis contre le communisme. Au Yémen, le Front islamique est créé en 1979 avec le soutien de l’Arabie saoudite, allié américain dans la région, pour contrer l’influence du Front démocratique national, mouvement clandestin de tendance marxiste. Il défend un mode de vie très conservateur, avec par exemple le port du voile intégral pour les femmes lorsqu’elles vont à l’université.

## Géographie
Au nord de l'actuel Yémen, le Yémen du Nord était un pays de 195 000 km2, au sud de l'Arabie saoudite.

## Sociologie
Même si le Yémen du Sud fut peuplé de juifs et de chrétiens, le Yémen du Nord ne comptait officiellement que des musulmans (en majorité sunnites). Une des références juridiques des musulmans yéménites est al-Chawkani.
La plupart des arabes du Yémen du Nord sont qahtanites, avec une minorité adnanite.
L'unification des deux Yémen doit pour beaucoup à leur islamisation renforcée et aux migrations de musulmans du sud vers le nord. Paradoxalement, c’est le régime marxiste du sud (qui a précipité la guerre entre les deux pays indépendants [réf. nécessaire]) qui a permis leur réunification sur des bases ethniques et religieuses communes, puisque la multiconfessionalité du Sud a été fortement détériorée.